# 杉並区立高井戸第四小学校
杉並区立高井戸第四小学校（すぎなみくりつ たかいどだいししょうがっこう）は東京都杉並区西荻南1丁目にある公立小学校。略称は「高四小(たかししょう)」または「第四小(だいししょう)」。

## 概要
住宅街に囲まれた静かな環境にあり、校内には小さな池や第二校庭（東校庭と呼ぶ）がある。
2024年5月1日時点で学級数16、児童数439名。
食育教育を重視しており、農林水産省や、杉並区教育委員会を主催として有名料理人による特別授業を開催することがある。

## 沿革
- 1939年（昭和14年）創立。高井戸第二小学校の学童増によるもの。

校名の由来は(旧)豊多摩郡高井戸町に位置する4番目の小学校ということであるが、すでに1932年（昭和7年）10月1日に「東京市杉並区」となっており、設立前の仮称は近隣住民の希望では「大宮前小学校」（当時の住所は大宮前6丁目）であった。当時、学区域が合併前の4町（杉並町・井荻町・高井戸町・和田堀町）ごとに分かれており、大宮前は高井戸町であったため、役所の方針でそうなったとされる。ちなみに、現学区域である西荻南3・4丁目（当時の西荻窪1丁目）は、(旧)井荻町であったため桃井第三小学校の学区域であったが、戦後、付近の人口増による小学校の新設（後記）と、中央線がまだ高架化されていなかったことによる「開かずの踏切」の常態化が問題となり、当校の学区域に組み込まれた。これが、1969年の住居表示実施の際の国電中央線を基準とした西荻南・西荻北に改訂された根拠となった。
なお、当校設立以降、杉並区内に「第〜小学校」とつく学校は設立されていない。
- 1939年（昭和14年）
  - 3月31日 - 杉並区大宮前6丁目395番地に、東京府東京市高井戸第四小学校として創立。
  - 4月1日 - 開校（児童数877名、15学級）。
  - 4月11日 - 開校記念日に制定する
- 1941年（昭和16年）
  - 3月25日 - 第1回卒業式挙行。
  - 4月1日 - 国民学校令により、東京府東京市高井戸第四国民学校に改称。
- 1943年（昭和18年）7月1日 - 東京府と東京市が統合した東京都発足（都制施行）により、東京都高井戸第四国民学校に改称。
- 1944年（昭和19年）
  - 4月5日 - 学校給食開始。
  - 9月6日 - 戦局の悪化により、350名程の児童が宮城県の石森町と佐沼町へ集団疎開。
  - 12月3日 - 14時30分頃、焼夷弾が理科室に落ち、同時に発火、校舎全焼。
  - 12月8日 - 高井戸第二国民学校と桃井第三国民学校に残っている児童を分け、授業を開始。
- 1945年（昭和20年）
  - 3月8日 - 疎開をしていた6年生児童が卒業式のため戻ってくる。
  - 3月24日 - 第5回卒業式挙行。
  - 4月1日 - 空襲が激しくなってきたため、授業を中止する。
  - 4月 - 児童約60名が第2回集団疎開。
  - 6月8日 - 戦時教育所を3ヶ所に作り、授業を始める。
  - 8月15日 - 太平洋戦争が終わる（終戦）。
  - 10月25日 - 集団疎開の児童が帰京。
  - 日付不明 - 校歌制定（作詞作曲:堀内敬三）。
- 1946年（昭和21年）12月10日 - 仮校舎落成式（北校舎）。
- 1947年（昭和22年）1月20日 - 学校給食開始。
- 1948年（昭和23年）4月30日 - 第2次校舎落成式（西校舎、9教室）。
- 1949年（昭和24年）8月14日 - 第3次校舎落成式（東校舎、6教室）。
- 1950年（昭和25年）2月11日 - 第4次校舎落成式（東校舎、6教室）。
- 1951年（昭和26年）1月8日 - 荻窪小学校開校のため、学区域変更（大宮前4丁目など）。
- 1952年（昭和27年）
  - 4月1日 - 松庵小学校開校のため、学区域変更（西高井戸1・2丁目、松庵南町、松庵北町など）。
  - 9月1日 - 二部授業解消。
- 1954年（昭和29年）
  - 3月3日 - 第5次校舎落成式（4教室、養護室、警備員室）。
  - 10月3日 - 創立15周年記念式典挙行。
- 1955年（昭和30年）
  - 7月19日 - プール落成式挙行。
  - 10月8日 - 東校舎が移転し、校舎拡張落成式挙行。
- 1959年（昭和34年）4月11日 - 創立20周年記念式典挙行。
- 1960年（昭和35年）3月23日 - 校舎改築落成（木造2階建て、外装モルタル塗り）。
- 1962年（昭和37年）4月14日 - 給食調理室改築落成。
- 1963年（昭和38年）12月19日 - 屋内体育館落成。
- 1964年（昭和39年）10月31日 - 創立25周年記念式典挙行、岩石・植物園・観察池完成。
- 1970年（昭和45年）4月11日 - 創立30周年記念式典と第1期鉄筋校舎落成式挙行。
- 1971年（昭和46年）
  - 3月3日 - 第2期鉄筋校舎落成式。
  - 日付不明 - 丸池ができる。
- 1973年（昭和48年）1月11日 - 第3期鉄筋校舎落成式挙行。
- 1976年（昭和51年） - 学校北側の通りを「そよかぜ通り」と命名。
- 1979年（昭和54年）
  - 3月10日 - 校舎南側に30mの防球網完成。
  - 10月13日 - 創立40周年記念式典挙行。
- 1982年（昭和57年）3月13日 - 体育倉庫（鉄筋ブロック）落成。
- 1983年（昭和58年）2月19日 - 校地外塀（防災型）改修工事完成。
- 1984年（昭和59年）
  - 2月29日 - 学校緑化工事完成。
  - 12月21日 - プール際防球フェンス完成。
- 1988年（昭和63年）8月31日 - 校庭整地改修、正門前広場整地。
- 1989年（平成元年）
  - 3月31日 - 正門前植物園完成、校舎内外塗装完成。
  - 10月28日 - 創立50周年記念式典挙行。
- 1992年（平成4年）3月15日 - 正門前広場、裏庭整地完成。
- 1993年（平成5年）3月31日 - コンピュータ室完成。
- 1995年（平成7年）3月31日 - 飼育舎改築完成。
- 1998年（平成10年）3月5日 - 正門扉改修工事完成。
- 1999年（平成11年）
  - 2月8日 - 創立60周年記念植樹（クスノキ、シダレザクラ）。
  - 10月30日 - 創立60周年記念式典挙行し、祝賀会開催。
- 2008年（平成20年）
  - 5月16日 - 屋上緑化完成。
  - 9月 - 学校支援本部発足。
- 2009年（平成21年）
  - 4月 - 壁面緑化開始。
  - 8月31日 - 夜間換気・スプリンクラー工事完了。
  - 10月17日 - 創立70周年記念式典挙行し、祝賀会開催。
- 2010年（平成22年）
  - 1月31日 - 給食室増築改修工事完了。
  - 7月1日 - 学校司書配置。
- 2011年（平成23年）
  - 4月30日 - 水田移設設置工事完了。
  - 6月30日 - 教室エアコン工事完了。
  - 8月31日 - 高四げんきルーム完成。
- 2012年（平成24年）
  - 6月30日 - 高四げんきルームクライミングウォール完成。
  - 8月31日 - 校舎外壁改修塗装工事完了。
- 2013年（平成25年）
  - 7月27日 - 校舎トイレ改修工事完成。
  - 10月31日 - 東校庭芝生完成。
- 2014年（平成26年）
  - 6月28日 - 開校75周年記念児童集会開催。
  - 8月31日 - 理科室、PTA・そよかぜ本部室の移設完了。
- 2015年（平成27年）
  - 3月31日 - ことばと情緒の通級指導学級設置工事完了（ことばの教室3学級、たかし教室2学級）。
  - 4月16日 - 通級指導学級開級式挙行。
  - 8月28日 - 体育館LED照明設置工事完了。
- 2016年（平成28年）2月28日 - 屋上太陽光パネル設置工事完了。
- 2017年（平成29年）
  - 4月1日 - たかし教室（特別支援教室）開設。本校のほか、桃井第三小学校、荻窪小学校、井荻小学校、松庵小学校の合わせて5校の特別支援教室拠点校となる。
  - 10月 - 地域運営学校（CS）に移行。
- 2019年（令和元年）
  - 10月17日 - 創立80周年記念児童集会開催。
  - 10月18日 - 創立80周年記念式典挙行し、祝賀会開催。
- 2020年（令和2年）
  - 3月2日 - 新型コロナウイルスの影響により、3月25日まで臨時休校。
  - 4月6日 - 新型コロナウイルスの影響により、5月31日まで臨時休校。
  - 6月1日 - 分散登校で令和2年度開始。
  - 6月15日 - 通常登校に戻る。

## 通学区域
- 西荻南1〜4丁目（全域）
- 宮前3丁目（9〜14、33〜35番）

なお特別な許可を得ると、杉並区善福寺や、南荻窪からも登校できる。

## 部活
- 野球部
- サッカー部
- バスケット部
- 囲碁将棋部

## 行事
- 4月 入学式
- 6月 運動会
- 二学期連合運動会（年によって開催月は異なる）
- 8月 盆踊り大会（ほとんどの年が31日）
- 3月 卒業式

## 学校付近のようす
- 西荻南児童館 杉並区社会福祉部が運営する児童館であり、当校の学童保育クラブが設置されている。
- 西荻窪駅 JR中央線の駅。
- 大宮前公園 球技用グラウンドもある小型緑地公園。
- たから幼稚園 西荻窪一帯の幼児が通う。
- そよかぜ通り 学校北側に面する道路。大雨の度洪水となる“悪水堀”と呼ばれた用水路を暗渠化し車道と歩道の間に植込みを設けた道路。1970年代卒業の女子児童が命名。

## アクセス
- 杉並区コミュニティバス「すぎ丸」かえでルートで、「西荻南1丁目」バス停下車後、徒歩約260m・約4分。
- JR中央線西荻窪駅から、
  - 駅南口から徒歩で、約750m・約12分。
  - 上述の「すぎ丸」で、「西荻南1丁目」バス停下車後、徒歩。
- 京王井の頭線久我山駅から、上述の「すぎ丸」で、「西荻南1丁目」バス停下車後、徒歩。
- JR・京王吉祥寺駅も自転車で行ける距離（約2km半）にある。